# Moortsele
Moortsele is een dorp in de Belgische provincie Oost-Vlaanderen en een deelgemeente van Oosterzele, het was een zelfstandige gemeente tot  de gemeentelijke herindeling van 1977.

## Geschiedenis
Omstreeks 1980 werd een archeologische structuur onderzocht die vermoedelijk uit de vroege midden-bronstijd stamt.
Moortsele werd voor het eerst vermeld eind 9e eeuw als Mortesela en in 1148 als Mortesella. De Sint-Baafsabdij had er bezittingen en in de 13e eeuw werd Moortsele onderdeel van het Land van Rode. Er bestond vanaf de late middeleeuwen een omgrachte heerlijke zetel, het Kasteel ter Burcht. Dit werd midden 19e eeuw gesloopt.
In de jaren '30 van de 20e eeuw werden een aantal bunkers gebouwd ter verdediging van de stad Gent.

## Demografische ontwikkeling
- Bronnen:NIS, Opm:1831 tot en met 1970=volkstellingen; 1976 = inwoneraantal op 31 december

## Bezienswaardigheden
- De Sint-Amanduskerk met pleintje.
- Het Erfgoedhuis van Moortsele (2006) in de vroegere pastorie (1781).
- De Molenbeek met zijn watermolen van Moortsele.
- De Molen De Coene
- Het Kasteel Verschaffelt met park.
- De Ginstbronnen zijn bronnen in het Gootbos waar water onder het merk 'Ginstberg' wordt gebotteld.
- De Bunkerroute langs een aantal bunkers die tussen 1934 en 1938 werden aangelegd als verdedigingslinie om Gent.

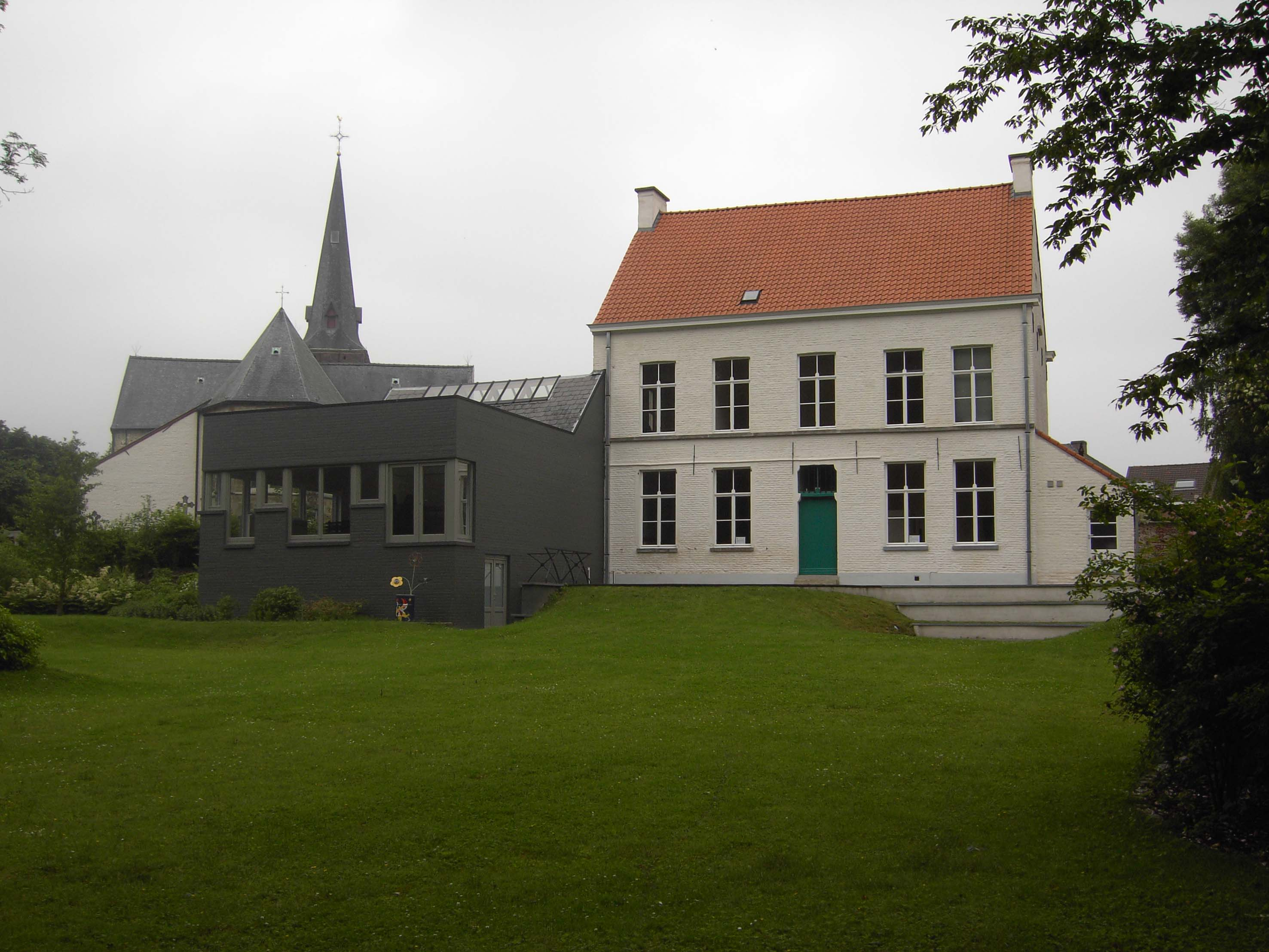
Voormalige pastorij nu Erfgoedhuis.
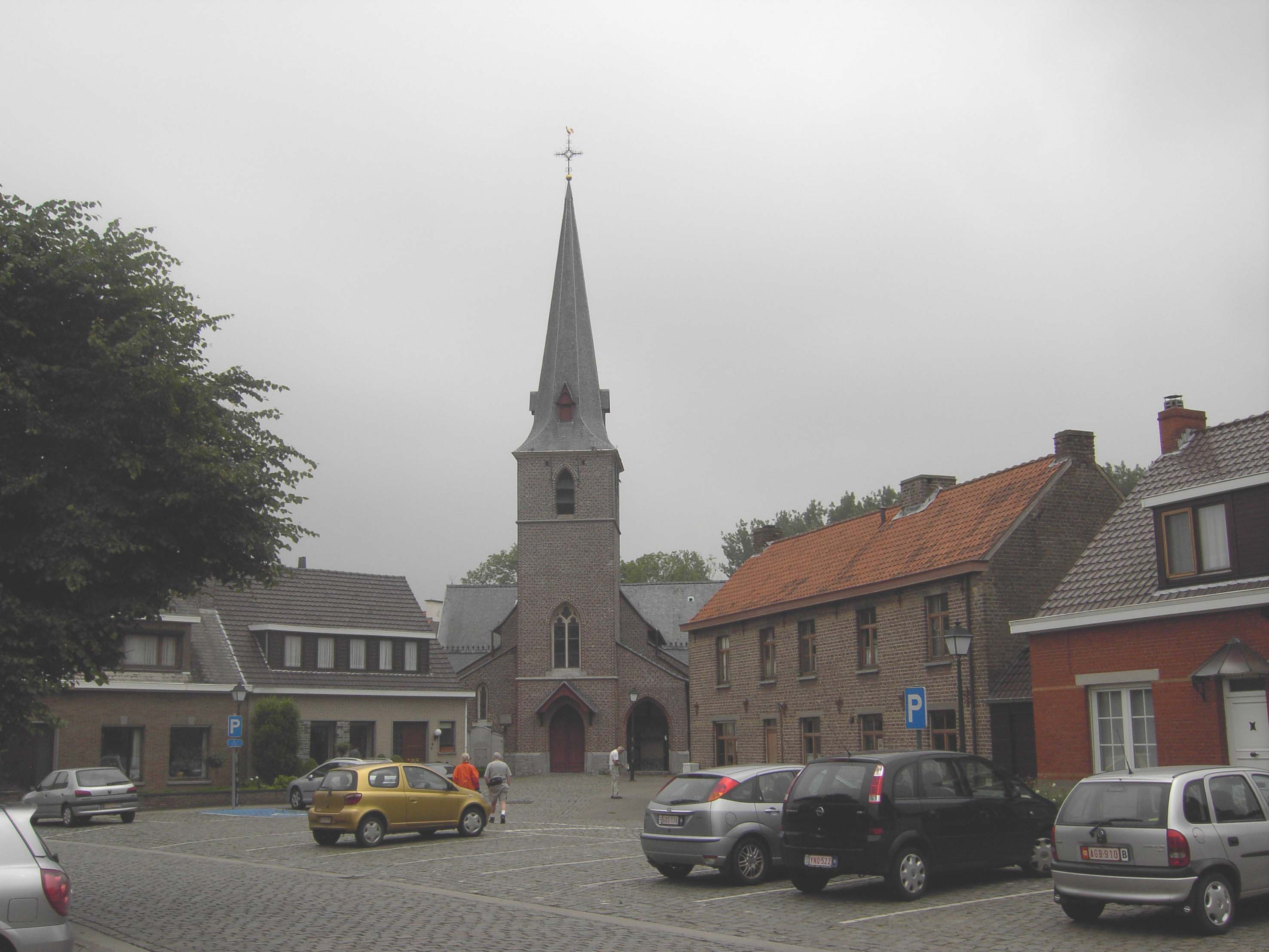
Dorpsplein Moortsele.
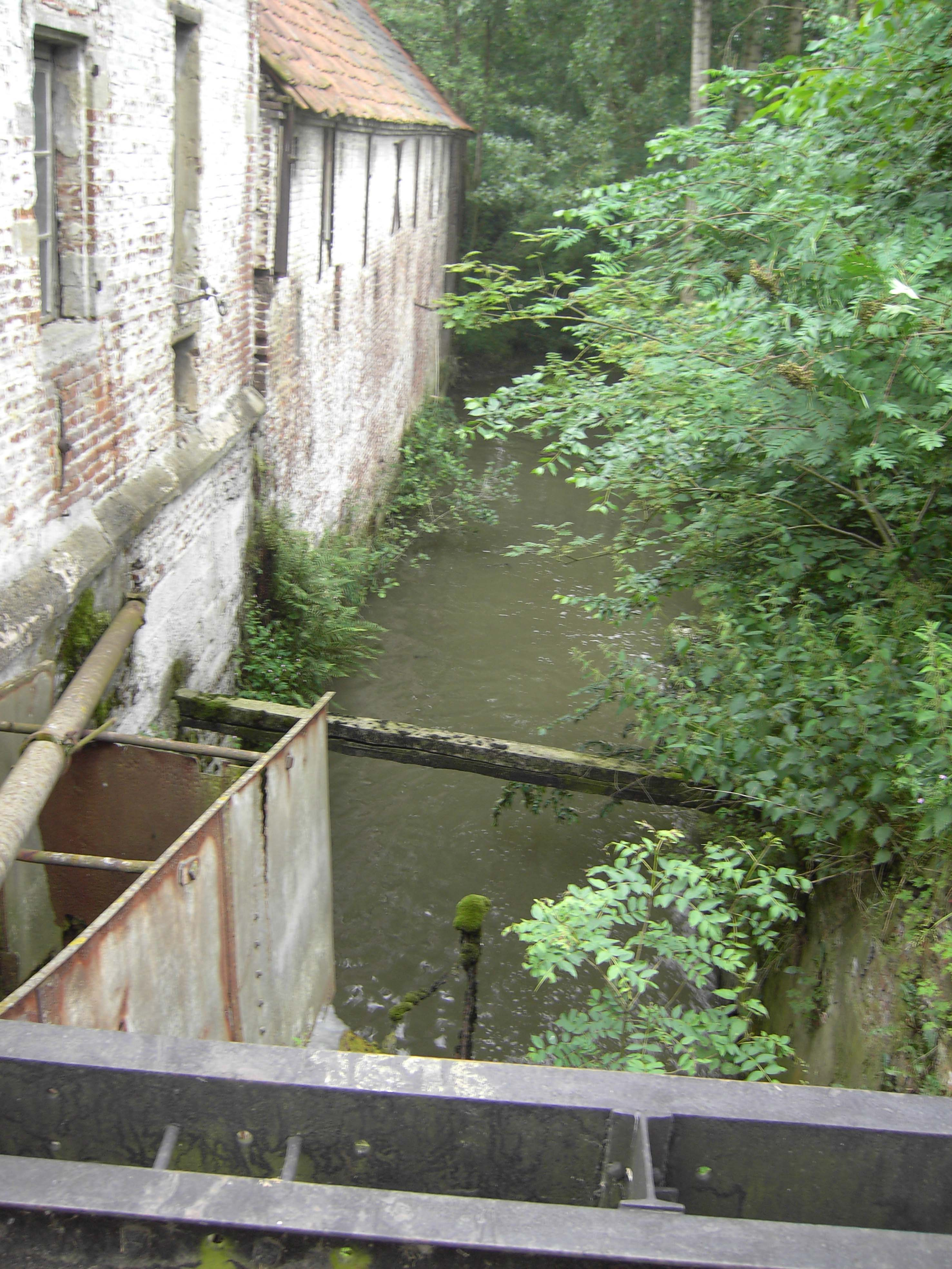
Voormalige Watermolen van Moortsele op de Molenbeek.
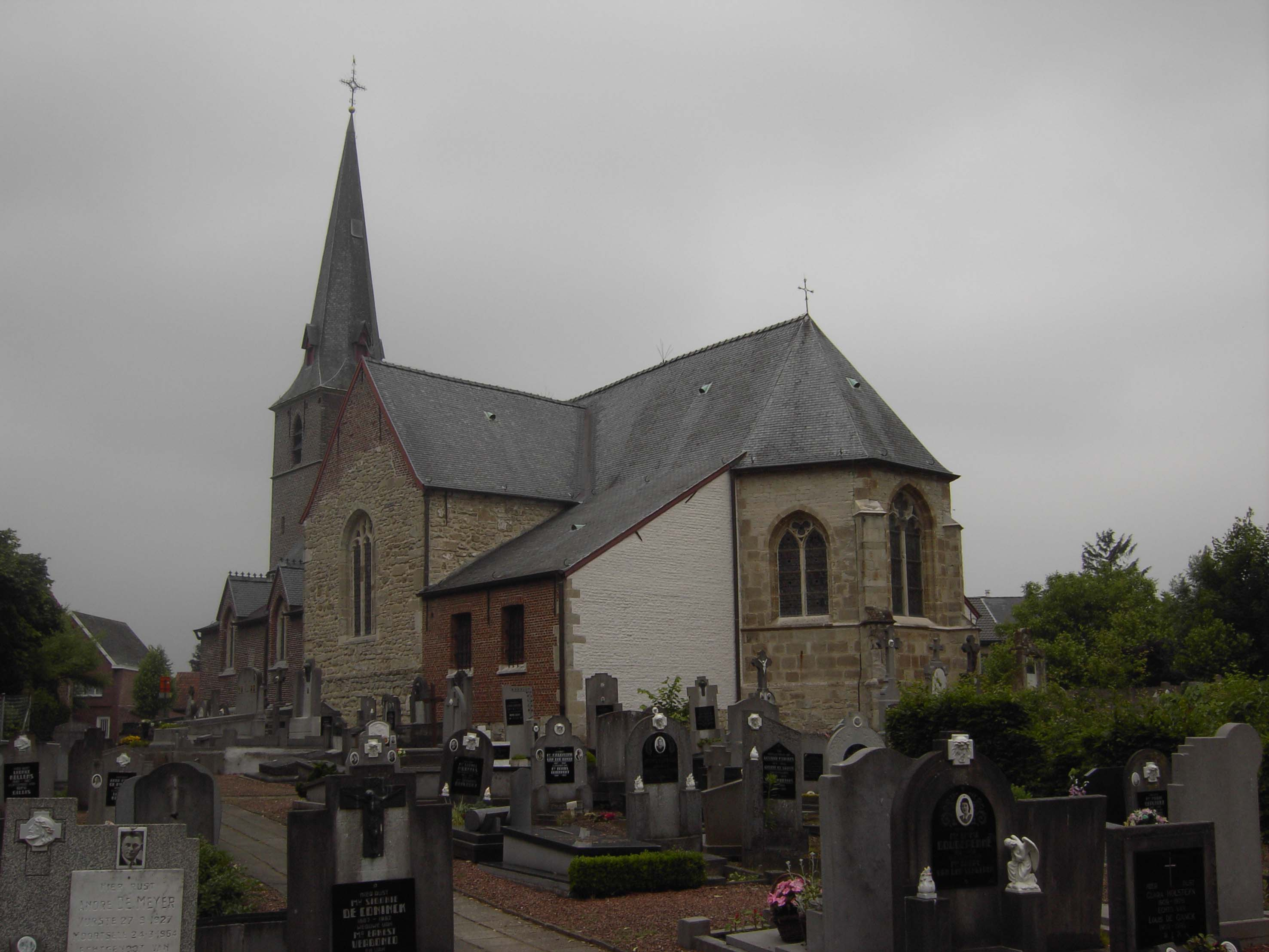
Sint-Amandskerk kant kerkhof.

## Natuur en landschap
Moortsele ligt in zandig en zandlemig Vlaanderen. De hoogte varieert van 14 tot 51 meter. Het laagste deel bevindt zich in de vallei van de Molenbeek. Vanwege de hoogteverschillen zijn eer bronnen te vinden. De Molenbeek loopt ten oosten van de kom van Moortsele. Westelijk loopt de Driesbeek die in de Molenbeek uitmondt.
Een belangrijk natuurgebied is: Drooghout met Kerkesbeek-Molenbeekvallei (Overstromingsgebied Moortsele)

## Geboren in Moortsele
- Gerard Vekeman, zanger, schilder & dichter.
- Eric Delmulle voetballer en trainer van La Gantoise , nu KAA Gent

## Verkeer
Bij het centrum ligt het station Moortsele aan spoorlijn 122 Gent-Geraardsbergen, weliswaar op het grondgebied van Scheldewindeke.

## Nabijgelegen kernen
Landskouter, Bottelare, Munte, Oosterzele, Scheldewindeke